# Шеки Бихорац
Шефћет „Шеки” Бихорац (Сјеница) бивши је југословенски фолк певач.

## Дискографија
- Не зовите докторе (1990)
- Свани зоро (1993)
- Мајко мила (1995)
- Кад ме не буде (1999)
- Ти си мени била све (2001)
- Крени, крени (2003)
- Малољетна (2003)
- Уживо (2006)
- Многе жене љубио (2007)

## Фестивали
- 2008. Бихаћ — Километри и године
- 2012. Бихаћ — Корак иза облака
- 2019. Бихаћ — Корак иза облака